# 華沙博物館

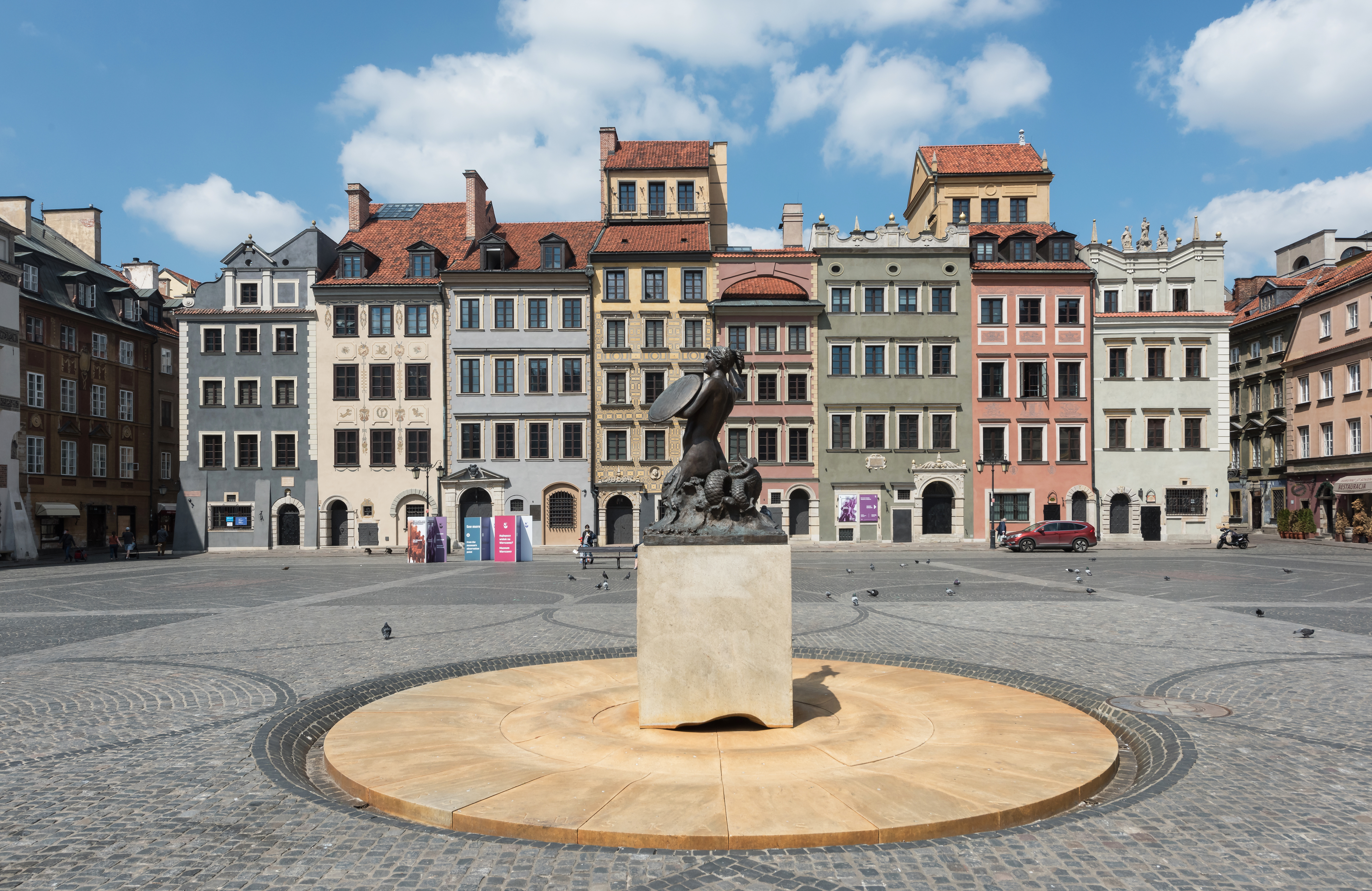
華沙博物館

華沙博物館（波蘭語：Muzeum Warszawy）是波蘭首都華沙的一家博物館，位於老城集市廣場。這座博物館創建於1936年。二戰期間博物館被毀，戰後重新開放。2014年，博物館將其名稱由華沙歷史博物館改為華沙博物館。

## 外部連結
- Official website （页面存档备份，存于）

52°15′01″N 21°0′42″E / 52.25028°N 21.01167°E